# Somosréve

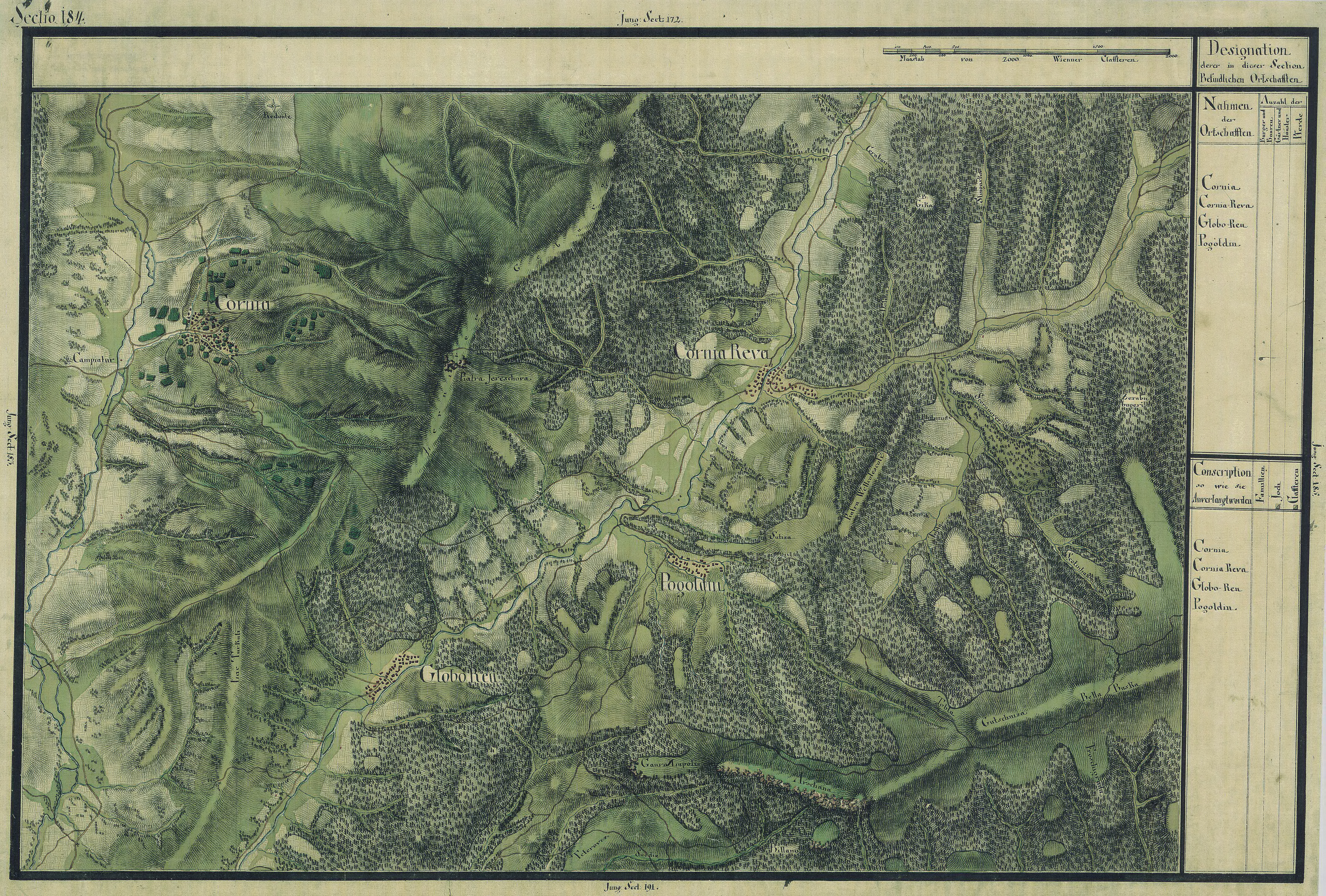
Somosréve (Cornereva) egy régi térképen

Somosréve, Kornyaréva (Cornereva), település Romániában, a Bánságban, Krassó-Szörény megyében.

## Fekvése
A Korniareva területén a Rauna patak és az Ohaba patak egyesülése által létrejött Belaréka vize mellett, Ruszka és Bogoltény közt fekvő település.

## Története
Somosréve, Kornyaréva nevét 1518-ban II. Lajos király oklevele említette először Konyorova néven, majd az 1700-as évek vége körül  Korabinszky térképe már Corniarekóra torzította el. 1584-ben Kornieroua, 1808-ban Kornjareva, Kornyaréva, 1888-ban Kornareva, 1913-ban Somosréve néven írták.
Egy 1518-ban kelt oklevélben II. Lajos király nemes konyorovai Deezy Mihályt, Gerlistyei György szolgáját, aki urával a törökök elleni hadjáratban részt vett, a hadjárat befejeztéig felmenti törvénybeli kötelezettségei alól. A karánsebesi ispánok 1535. évi bizonyítványa szerint More János és gyermekei Vajda György, Gergely, Miklós és Ilona megegyeztek Domasnia, Kanisa, Konlerova és más részbirtokaik egyenlő részre való felosztásáról. 1539-ben János király az aradi káptalan által welkfalvi Fodor Ferencet Konyerowa és Domasuya, a karánsebesi kerületben fekvő falvak birtokába beiktattatta, a beiktatás miatt később per keletkezett, mely alapján a király is vizsgálatot rendelt el. A káptalan e perről készült vizsgálati jelentése, mely tele volt érdekes részletekkel; hű képét adta az akkori birtokviszályoknak és családi háborúknak. A perrel kapcsolatban csak annyit tudunk, hogy miután Vajda Miklóst kétszer megidézve sem jelent meg, sőt a beiktatásnak másodszor is fegyveresen ellenállt, János király 1540-ben hűtelennek kiáltotta ki, egyúttal elrendelve minden ingó és ingatlan vagyonának elkobzását, valamint ismét Fodor Ferenc beiktatását parancsolta meg. Vajda Miklós ingóságainak harmadrészét Fodor Ferencnek ítélték oda, két rész pedig a bírónak, azaz a kincstárnak maradt, továbbá elrendelte, hogy Vajda Miklós egyéb birtokai, bárhol legyenek is az országban, a kincstár tulajdonába menjenek át.
1603-ban a karánsebesi kerület portális összeírása szerint Kunierova faluban Fodor Ferenc, Moyses Miklós, Moyses Péter, Vajda Bona, ismét Moyses Péter, Simon János és Vajda Ivaczko egy-egy portától adózott.
Az 1690-1700 közti összeíráskor Kunyerevo a mehádiai kerülethez tartozott és 1717-ben 54 házból állt. 1769-ben a katonai végvidéki rendszer zsupaueki zászlóaljához és  annak globureni századához tartozott. Az oláhbánsági határőrezred fennállása idejében Korniareva a mehádiai századhoz tartozott 1845-ig, ez időtől pedig Korniareva és Bogoltin együtt a mehádiai századból kikerülve a korniarevai századot képezték.
1910-ben 4249 lakosából 4201 román, 35 magyar volt. Ebből 4204 görögkeleti ortodox volt.
A trianoni békeszerződés előtt Krassó-Szörény vármegye Teregovai járásához tartozott.

## Nevezetességek
- A Coțofeni kultúrához tartozó bronzkori település maradványai a falutól északra 3 kilométerre, a „Piatra Ilişovei” nevű helyen; a romániai műemlékek jegyzékében a CS-I-s-B-10813 sorszámon található.[1]